# Битонто
Бито̀нто (на италиански: Bitonto) e град и община в Южна Италия. Населението му е 55 127 жители (декември 2017 г.), а площта 172,90 кв. км. Намира се на 118 м н.в. в часова зона UTC+1. Пощенският му код е 70032, а телефонния 080.